# Oxamniquine
L'oxamniquine est un anthelminthique aux propriétés schistosomicides dirigé contre Schistosoma mansoni, ne présentant aucun effet sur les autres espèces du genre Schistosoma. L'oxamniquine est un puissant agent à prise unique dans le traitement de la schistosomiase intestinale provoquée par S. mansoni chez l'Homme. Il induit le déplacement des vers des veines mésentériques vers le foie où le mâle restera pris au piège, la femelle retournant au niveau du mésentère mais ne pouvant plus produire d'œufs.

## Historique
L'oxamniquine a été décrite pour la première fois par Kaye et Woolhouse en 1972 comme un métabolite du composé UK 3883 (2-isopropylaminomethyl-6-methyl-7-nitro-1,2,3,4-tétrahydroquinoline). Initialement, la molécule était produite par hémisynthèse via une hydroxylation du groupe 6 méthyle réalisée par le champignon Aspergillus sclerotiorum. En 1979, Pfizer obtint le prix Queen's Award for Technological Achievement en reconnaissance de l'incroyable contribution rendue en médecine tropicale par l'oxamniquine commercialisée sous le nom de Mansil.

## Pharmacocinétique
Le pic de concentration dans le plasma est atteint une à trois heures après la prise. La demi-vie de la molécule dans le plasma est de 1 à 2,5 heures.
Les molécules sont en grande partie métabolisées par le CYP2D6 probablement au niveau du foie. Cette métabolisation produit des métabolites inactifs, principalement des dérivés 6-carboxy qui sont excrétés dans l'urine. Environ 70 % d'une dose d'oxamniquine est excrété sous forme de métabolites 6-carboxy dans les 12 heures suivant la prise. Des traces de métabolites 2-carboxy peuvent aussi être détectées dans l'urine.

## Mode d'action

### Action moléculaire
L'oxamniquine est absorbée puis métabolisée par le parasite conduisant à la production de carbamates hautement réactifs qui se lient aux macromolécules présentes dans les cellules (ARN, ADN, protéines) entraînant leur dysfonctionnement aboutissant ainsi à la mort du parasite. La métabolisation est réalisée par une enzyme ayant une activité sulfotransférase. Le gène codant cette enzyme a été identifié et nommé SmSULT-OR. Cette sulfotransférase semble posséder des caractéristiques différentes comparées aux sulfotransférases connues, expliquant la faible toxicité de ce composé pour l'Homme par l'absence de métabolisation de l'oxamniquine en carbamates chez ce dernier.
Le traitement des vers in vitro a permis également d'observer un accroissement transitoire de la motilité des vers avant sa réduction laissant supposer un effet anticholinergique de la molécule. Cependant, cet accroissement de la motilité est aussi bien observé chez les parasites S. mansoni sensibles que résistants à l'oxamniquine ainsi que chez les espèces sœurs de S. mansoni naturellement résistantes, invalidant ce mode d'action.

### Action physiologique
L'oxamniquine agit sur les vers adultes en provoquant des dommages sévères au niveau du tégument, à l'image du praziquantel, ainsi qu'une inhibition de la synthèse d'acides nucléiques. Les effets observés sont plus importants chez les mâles que chez les femelles ce qui suggère une plus grande sensibilité des mâles à la molécule. Ces effets conduisent, quelques jours après le traitement par une unique dose orale, à un déplacement des vers du mésentère vers le foie, aboutissant à la mort des mâles principalement. Bien que les femelles puissent survivre au traitement et redescendre au niveau du mésentère, celles-ci ne sont plus aptes à pondre d'œufs, réduisant de façon importante les effets néfastes du parasite.
L'oxamniquine n'a pas d'effet sur les vers immatures. Lors de traitement in vitro de vers immatures, seul un effet transitoire est observé durant l'exposition à la molécule . Lorsque le traitement est arrêté, les effets disparaissent et les vers immatures reprennent leur développement. Ces effets sont également observés chez les vers adultes des espèces S. japonicum and S. hæmatobium. Ceci suggèrerait que les vers immatures de S. mansoni ou les vers de S. japonicum et S. hæmatobium seraient capables d'absorber la molécule mais incapables de la métaboliser pour produire les composés toxiques conduisant à la mort des vers. Chez les deux espèces sœurs de S. mansoni, ceci semble confirmé par des différences majeures présentes dans la séquence du gène codant la sulfotransférase nécessaire à la métabolisation.

## Utilisation
L'oxamniquine est utilisée dans le traitement de la schistosomiase intestinale. L'efficacité de cette molécule semble égaler celle du praziquantel dans le traitement des infections de S. mansoni lorsque l'examination des selles est utilisée pour estimer le taux d'infection mais semble bien moins efficace lorsqu'un oogramme est pratiqué.

## Contre-indications et précautions
L'oxamniquine ne doit pas être administrée aux femmes enceintes[réf. nécessaire].

## Effets secondaires
La molécule est généralement bien tolérée à la suite d'une prise orale. Des vertiges accompagnés ou non de somnolence se produisent chez au moins un tiers des patients, apparaissant jusqu'à trois heures après la prise et ne durant généralement pas plus de six heures. Maux de tête et perturbations gastro-intestinales, telles que nausées, vomissements et diarrhées, sont aussi communs.
Des réactions de type allergique, incluant urticaire, rash et fièvre, peuvent survenir. La concentration des enzymes du foie peut augmenter transitoirement chez certains patients. Des convulsions épileptiformes ont été rapportées, particulièrement chez les patients présentant des désordres convulsifs dans leur historique. Hallucinations et excitation surviennent rarement.
Des colorations rougeâtres de l'urine, probablement dues aux métabolites dérivés de l'oxaminiquine, ont été rapportées.

## Posologie
Oral, 15 mg par kg de masse corporelle deux fois par jour pendant un jour.

## Noms commerciaux
- Vansil (Pfizer) : capsule de 250 mg, sirop à 50 mg mL−1
- Mansil (Pfizer) : comprimés de 250 mg

## Divers
L'oxamniquine fait partie de la liste des médicaments essentiels de l'Organisation mondiale de la santé (liste mise à jour en avril 2013).

## Stéréochimie
Oxamniquine contient un stéréocentre et se compose de deux énantiomères. C'est un racémate, c'est-à-dire un mélange 1: 1 de ( R ) - et de la forme ( S ):
| Énantiomères d'oxamniquine | Énantiomères d'oxamniquine |
| -------------------------- | -------------------------- |
| (R)-énantiomère            | (S)-énantiomère            |